# توشکا برگن
توشکا برگن (انگلیسی: Tushka Bergen؛ زادهٔ ۱۳ اکتبر ۱۹۶۹) بازیگر اهل استرالیا است.
از فیلم‌ها یا برنامه‌های تلویزیونی که وی در آن نقش داشته‌است می‌توان به آنجل، فریژر، مکس دیوانه: در آن سوی تاندردوم، پوآرو، اسب‌بازی و باغ آلبالو اشاره کرد.